# أتيلا كوفاتش (منافس ألعاب قوى)
أتيلا كوفاتش (بالمجرية: Kovács Attila) هو منافس ألعاب قوى مجري، ولد في 2 سبتمبر 1960 في سكسارد في المجر.

## وصلات خارجية
- أتيلا كوفاتش على موقع الاتحاد الدولي لألعاب القوى (الإنجليزية)
- أتيلا كوفاتش على موقع أوليمبيديا (الإنجليزية)